# 植芝盛平
植芝 盛平（うえしば もりへい、1883年〈明治16年〉12月14日 - 1969年〈昭和44年〉4月26日）は、日本の武道家。合気道の創始者。合気道界では「開祖」（かいそ）と敬称される。

## 概説
和歌山県西牟婁郡西ノ谷村（現在の田辺市）の富裕な農家に生まれた。大東流を初めとする柔術・剣術など各武術の修行成果を、大本教や神道などの研究から得た独自の精神哲学で纏めなおし、『和合』、『万有愛護』等を理念とする合気道を創始した。
開祖の他の敬称として「翁」（おう）。特に古い高弟は「翁先生」・「大（おお）先生」と呼ぶ。
身長156cmながら大相撲力士を投げ飛ばすなど幾つもの武勇伝が有り、また老境に至っても多くの“神技”を示し「不世出の達人」と謳われた。太平洋戦争（大東亜戦争）中は軍部に有用性を認められ、陸軍憲兵学校・海軍大学校などで武術指導を行う。
終戦後息子で後継者の植芝吉祥丸と共に合気道の社会普及に務めた。合気道は日本国内だけでなく世界的に大きく広まり、柔道・空手道などに次ぐ国際的武道に育った。盛平の功績は社会的に高く評価され、紫綬褒章、勲三等瑞宝章などを受賞した。

## 生涯
※ 特に注記のない記述は、『植芝盛平伝』（「年譜」299-315頁）に基づく。

### 気出生・幼少期
1883年（明治16年）12月14日、和歌山県西牟婁郡西ノ谷村（後の田辺市）の富裕な農家・植芝家の長男（姉3人・妹1人）として生まれた。
父・与六は村会議員を務める村の有力者で、巨躯・怪力の持ち主、母ゆきは甲斐武田氏の末裔という糸川家の出で文を良くしたという。盛平は、与六にとって40歳にして初めて恵まれた待望の男児であり、終生与六の寵愛を受けて育つ。
幼少時の盛平は病弱で内向的な読書好きの少年であった。寺の学問所で四書五経を習う一方、数学や物理の実験に熱中するが、これを危ぶんだ与六は、近所の漁師の子供と相撲を取らせるなどして、盛平の体力と覇気を養うよう努めた。生来負けず嫌いの気性もあり、やがて盛平自身盛んに海に潜ってはモリ突きを楽しむなど活発で外向的な少年に育っていった。しかし14～5歳までは華奢な痩身であったという。

### 青年期
1896年（明治29年）13歳。田辺中学校に進むが一年を経ず中退、珠算学校を経て田辺税務署に勤務する。
1901年（明治34年）18歳。「磯事件」（漁業法改正に反対する漁民の権利運動）に加担し、それが元で税務署を退職。
1902年（明治35年）19歳。春上京し父与六の援助により文房具卸売業「植芝商会」を設立。その傍ら天神真楊流柔術(戸澤徳三郎)・神陰流剣術を学ぶ。商売は成功するが、夏頃不摂生が祟って脚気を患い、店を従業員に譲って無一文で帰郷する。
田辺で静養し健康を回復する。脚気克服のため始めた裸足で山野を駆け巡る鍛錬により頑健な体となる。
同年10月、2歳上で幼馴染の姻戚・糸川はつと結婚。

### 日露戦争前後
1903年（明治36年）20歳。この頃盛平の身長5尺1寸5分（約156cm）体重20貫（75kg）、日夜の鍛錬の結果、短躯ながら筋骨逞しい重厚な体格となっていたが、徴兵検査の身長合格基準5尺2寸に足りず不合格となる。これに発奮した盛平は、更に鍛錬に励み、また嘆願を繰り返し熱意が買われたこと・日露間の緊張の高まりなど時勢の変化もあり同年12月の再検査で合格、陸軍大阪第4師団歩兵第37連隊に入隊。
同時期に堺の柳生心眼流柔術・中井正勝に入門。行軍演習や銃剣術の訓練において目覚しい活躍を見せ、仲間から「兵隊の神様」と持て囃された。銃剣術は上官の代理で教官を務めたという。
1904年（明治37年）21歳。2月8日、日露戦争勃発。
1905年（明治38年）22歳。伍長に昇進。軍は盛平を銃剣術の教官として内地に留め置きたい意向だったが、盛平自身は戦地への転出を度々直訴する。8月、ようやく第2軍大阪第4師団和歌山歩兵第61連隊に配属され戦地に出征するが、戦争の趨勢は既に決しており、本格的な戦闘に参加することは無かった。9月5日終戦。
1906年（明治39年）23歳。帰国。軍曹に昇進。上官から陸軍戸山学校への入学を勧められ職業軍人への道を歩みかけるが、父の反対により断念、同年除隊し田辺に帰郷する。

### 田辺・柔道・神社合祀策反対運動
田辺ではしばらくの間進路も定まらず悶々とする日々を送った。夜中に突然飛び起きて井戸水を頭から被る・一日中暗い室内に閉じ篭り祈祷にふける・家人に当り散らす・山中で断食するなど奇行を繰り返した。これを心配した父与六は自宅納屋を改造して柔道場を作り、田辺来遊中の柔道家・高木喜代市（のち講道館9段）を高額を以って招き指導を依頼した。盛平はたちまち柔道に夢中となり躁鬱の気も軽減、道場には近郷の青年も集まり青年会の趣を呈す。
軍隊時代・柔道修行を通じ盛平の体力は強健さを増し、その剛力を買われて近郷の家々に餅つきに呼ばれるたびに杵を突き折ってしまい、仕舞には茶菓子だけ出されて餅つきは体よく断られるようになったという。
1908年（明治41年）25歳。坪井政之輔より柳生心眼流免許を受ける。
1909年（明治42年）26歳。この頃起きた南方熊楠の神社合祀策反対運動に共鳴、地元青年・住民を率いて熊楠に協力し熱心に活動する。
1910年（明治43年）27歳。長女松子出生。

### 北海道開拓

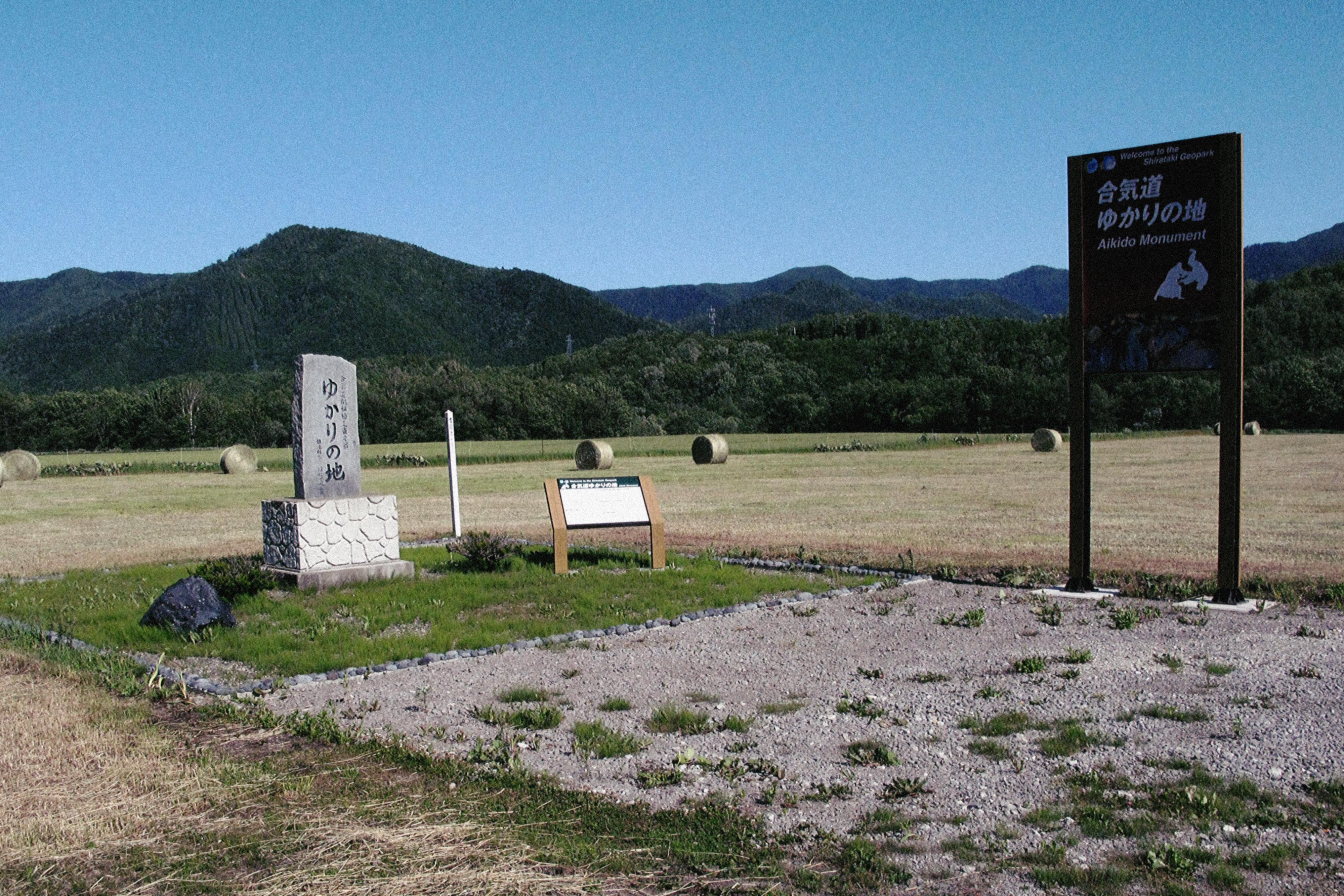
盛平が入植し戸籍を置いた上湧別村白滝原野基線235番地（現・遠軽町上白滝23番地）跡に旧白滝村が建立した「合気道ゆかりの地」碑（2015年）

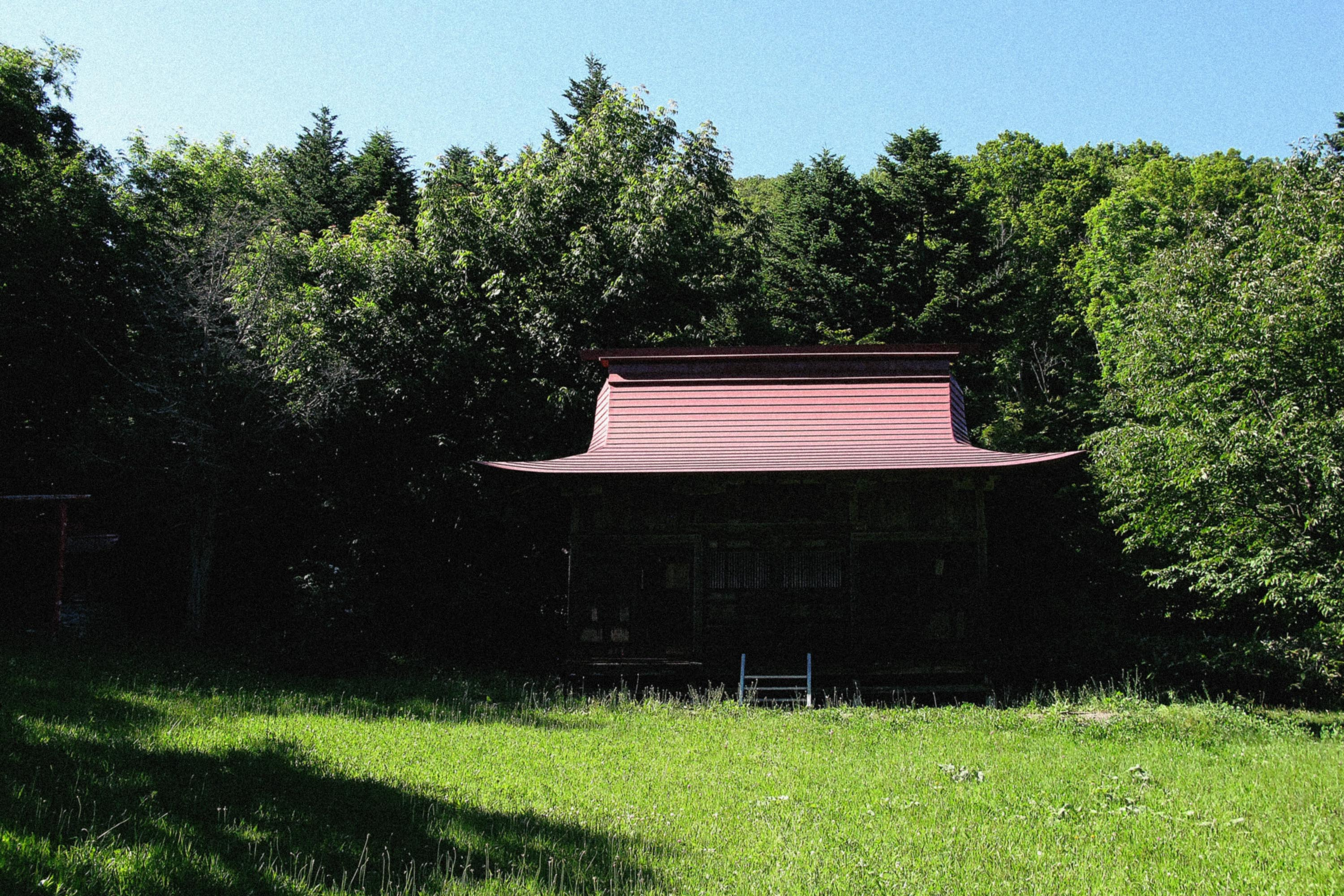
「白瀧神社」として1919年3月に起工し同年9月19日に落成した上白滝神社社殿。建築委員会の寄付世話係筆頭に植芝盛平の名が残されている

1912年（明治45年/大正元年）29歳。政府の北海道開拓団体募集に応じ、農家・漁民の次三男を主とする54戸80余名の「紀州団体」長として紋別郡上湧別村白滝原野（のち遠軽村→遠軽町→白滝村→遠軽町）に移住する。原生林の伐木などの重労働、夏季の暴風雨、冬季の酷寒・豪雪、3年連続の凶作などのため難儀を極める。盛平は率先して伐木に取り組む傍ら、役所への陳情嘆願に奔走、またハッカ栽培・製材事業・馬産酪農を奨励、入植3年目以降は開拓民の生活も好転、小学校建設、商店街・住宅の整備を図り、村は活況を呈するようになる。
伐木作業への従事により盛平の豪力ぶりはますます強靭さを増した。食料買出しの帰り3人の強盗に遭い雪中に叩き込んだ、坂道を転落した馬車を馬ごと上まで押し上げたなどの逸話が残る。また“監獄部屋”と呼ばれる劣悪な建設現場から逃げ出した工夫を義侠心から匿い、現場を仕切るヤクザと話を付けて助けてやったことが噂となり、盛平を頼って逃げてくる工夫が続出、それらの全てを助けたという。これが地元新聞に取りあげられ、盛平は「白滝王」と称され周囲の尊敬を集めた。

### 武田惣角に入門
1915年（大正4年）31歳。2月に所用で訪れた遠軽の旅館で武術家・大東流の武田惣角に出会い、その技に衝撃を受け入門、宿泊を一月延長し指導を受ける。豪力で鳴らした盛平だったが、当時54歳・身長150cmに満たない小柄な惣角の多彩な極め技に抗う術も無く捻じ伏せられたという。
1916年（大正5年）33歳。白滝に道場を設けて惣角を招き、村の有志十数人と共に熱心に学び「秘伝奥儀」の免許を授かる。盛平は惣角に献身的に仕え、惣角の巡回指導にも随行、警察署長や裁判所判事など地位の高い人物が多かった惣角の門人を代理指導することもあり、「判事を教える有能な人物」として評判になったという。
1917年（大正6年）34歳。5月白滝に山火事を発端とする大火災が発生、開拓地はほぼ全焼という大被害を受ける。盛平は住民を励まし不眠不休で復興に東奔西走した。7月長男武盛出生。
1918年（大正7年）35歳。推されて上湧別村会議員に当選、名実共に土地の名士となる。

### 出口王仁三郎との邂逅・大本入信
1919年（大正8年）36歳。父与六危篤の報に帰郷を決意、白滝の土地家屋など全財産を武田惣角に譲渡し妻子を連れ北海道を離れる。帰郷途中の汽車内で宗教団体大本の実質的教祖であった出口王仁三郎の噂を聞き、与六平癒の祈祷を依頼するため京都府綾部に立ち寄り王仁三郎に邂逅、その人物に深く魅せられる。
この間に与六死去（享年76）、物心両面の庇護者であった父を失い憔悴した盛平は1920年（大正9年）37歳、一家を率い綾部に移住、大本に入信する。王仁三郎はこれを喜び、盛平を自らの近侍とし「武道を天職とせよ」と諭した。盛平は王仁三郎の下で各種の霊法修行に努めるが、同年8月長男武盛（3歳）9月次男国治（1歳）を病により相次いで亡くす。秋頃王仁三郎の勧めで自宅に「植芝塾」道場を開設。
1921年（大正10年）38歳。2月に第一次大本教弾圧事件が起こるが、植芝塾は波及を免れる。6月、三男吉祥丸誕生。
1922年（大正11年）39歳。当時の大本には陸海軍の軍人も多く出入りしており、彼らも盛平の門人となっていた。同年春、綾部に惣角が妻子と共に訪れ、盛平は海軍中将浅野正恭ら門下の軍人たちと共に指導を受ける。9月、目録「合気柔術秘伝奥儀之事」及び「大東流合気柔術教授代理」の資格を授けられる。
この時から王仁三郎の命名により、自らの武術を「合気武術」と称し、また武道としての精神的な裏付けを求め「言霊」の研究に没頭する。
同年、大本の食糧自給体制の責任者「農園世話係」に就任、開墾農作に従事しつつ武道修行に励む生活方式「武農一如」を実践する。7月母ゆき死去（享年71）。

### パインタラ事件・黄金体体験
1924年（大正13年）41歳。2月、満蒙の地に宗教国家の建設を目指す王仁三郎に随伴し出国、満州へ渡る。関東軍特務機関斡旋の元、満州の支配者・張作霖配下の馬賊・盧占魁（ろ せんかい）の率いる「西北自治軍」と共にモンゴルへ向かうが、盧の独走を疑った張の策謀により幾度も死の危機に晒される。この時の銃撃戦で、敵弾が来る前に「光のツブテ」が飛んでくるのが見え、それを避けることで敵弾から逃れるという体験をする。6月吉林省白音太拉（パインタラ）付近にて、張の意を受けた支那中央政府官兵・奉天軍によって捕らえられ通遼に連行、盧及びその部下はことごとく銃殺。王仁三郎・盛平ら日本人一行6人も銃殺場に引き出され死を覚悟する。しかしたまたま王仁三郎らの遭難に気付いた日本人旅行者が日本領事館に通報、パインタラに駆けつけた日本領事館員の交渉により処刑は直前で中止され、九死に一生を得る（「パインタラ事件」または「パインタラの法難」）。王仁三郎らは日本領事館に引き渡され、7月本国に送還された。
第一次大本事件によって大本の活動が制限される中、王仁三郎は大長編叙事詩『霊界物語』の口述に力を注いでいた。特別篇「入蒙記」は満蒙探検-パインタラ事件の体験記であり、植芝は「守高」の名前で登場する。現地人の前で柔術の実習と実技を行って人気を集めたが、強すぎて悪人と誤解されることもあったという。
1925年（大正14年）42歳。春頃、綾部にて剣道教士の海軍将校と対戦しこれを退ける。この時も相手の木剣が振り下ろされるより早く「白い光」が飛んで来るのを感知して相手の攻撃を素手でことごとくかわし、将校は疲労困憊し戦闘不能に陥ったという。その直後盛平は井戸端での行水中に、「突如大地が鳴動し黄金の光に全身が包まれ宇宙と一体化する」幻影に襲われるという神秘体験に遭遇、「武道の根源は神の愛であり、万有愛護の精神である」という理念的確信と「気の妙用」という武術極意に達する。（「黄金体体験」）

### 上京～皇武会設立
1925年（大正14年）42歳。この頃から胃腸・肝臓の持病に度々悩まされる。秋、「すごい武道家がいる」という浅野正恭の紹介により盛平を知った海軍大将竹下勇に招かれて上京、伯爵山本権兵衛等各界要人の前で演武を披露、感銘を受けた山本の依頼により青山御所で侍従・武官に指導を行う。梅田潔邸、森村市左衛門邸に仮道場を設ける。
これを機に再三上京を促されるようになり、後に起こる第二次大本教弾圧事件を予見した王仁三郎の勧めもあり1927年（昭和2年）44歳、東京へ移住。武田惣角・大東流からも徐々に距離を置き始める。島津公爵邸に道場を設け、翌1928年には内海勝二男爵邸内に移転。
この頃新陰流19世柳生厳周の高弟で達人と謳われた元海軍中佐・下條（げじょう）小三郎から同流剣術を学ぶ。
1930年（昭和5年）47歳。講道館柔道創始者・嘉納治五郎が高弟二人を伴い来訪、盛平の演武を見て「これこそ真の柔道だ」と賞賛する。嘉納は講道館から望月稔を派遣し盛平に弟子入りさせた。
1931年（昭和6年）48歳。新宿区若松町に道場「皇武館」を設立、激しい稽古振りから「地獄道場」と呼ばれる。この頃の教授対象は皇族・華族・軍人・警察官・実業家・武道家の子弟など一部の層に限られた。入門に当たっては身元の確かな2人以上の保証人を条件とし、無頼の輩に悪用されぬよう公開を厳しく制限した。また軍部の要請で、陸軍戸山学校・憲兵学校・中野学校・海軍大学校などで武術指導を行った。
1932年（昭和7年）49歳。東京に数箇所、また大阪曽根崎警察署、大阪朝日新聞本社などに盛平の道場ができ、指導に奔走する。8月13日、王仁三郎の依頼で「大日本武道宣揚会」を組織し会長に就任、機関紙『武道』を発刊。
1933年（昭和8年）50歳。兵庫県竹田町に「武農一如」方式の「大日本武道宣揚会竹田道場」を開設、大本信者に限らず一般の修行者にも開放、東京の皇武館と並ぶ西日本の拠点となり、「西の地獄道場」と呼ばれる。
1933年（昭和8年）50歳。技術書『武道練習』（ガリ版刷り私家版）を著す。
1935年（昭和10年）52歳。記録映画『武道』（大阪朝日新聞社制作 久琢磨監督）が収録される。第二次大本教弾圧事件で警察の取調べを受ける。門人であった大阪府警察部長・富田健治らの尽力により不問となるが、一時田辺に謹慎。
1936年（昭和11年）53歳。6月、師・武田惣角が盛平の道場のあった大阪朝日新聞本社に突如来訪する。この報に盛平は「そうか」とだけ言い惣角に会うことなく弟子と共に東京に去り、以後大阪朝日新聞道場の指導は惣角が行った。盛平はこの頃から「合気武道」を名乗り、大東流との差別化と独自性を強めて行く。
1937年（昭和12年）54歳。同時期、植芝は週に一度海軍大学校をおとずれ、若手将校に合気武術の講習をおこなっていた。7月7日に盧溝橋事件が発生し、やがて支那事変（日中戦争）に拡大する。第二連合航空隊参謀に任命された源田実少佐は、植芝に出陣前の最後の稽古をつけてもらう。この際、植芝は「今度の事件は、全世界的な大動乱に発展する」と断言。のちに源田は「その時からすでに二十余年の歳月が流れているが、私が大学校の甲種学生の時代に、植芝先生のような武道の達人に僅かの期間でも教えを受けることが出來たのは、非常な幸いであった。この人の教えを通じて、寺本先生の統帥と同様に、私達の通常の学問では切り開くべき欲望さえも起こらないような、未開発のしかもきわめて尊い境地のあることを知っただけでも幸福である。」と回想した。
12月5日、嘉納治五郎の紹介で、弟子の赤沢善三郎と共に署名血判のうえ鹿島新当流宗家・吉川浩一郎に入門、剣技を学ぶ。満州国武道顧問・建国大学武道顧問等に就任。合気武道が建国大学の正課に採用される。
1938年（昭和13年）55歳。技術書『武道』（私家版）を著す。7月に陸軍中野学校が開校すると合気道の教官を務めた。
1939年（昭和14年）56歳。満州国武道会常務理事・天竜三郎の招きで公開演武会に出場、腕試しで天竜を投げる（→エピソード）。
1940年（昭和15年）57歳。「財団法人皇武会」として厚生省より認可を受けた。初代会長・竹下勇、副会長・陸軍中将林桂、理事に公爵・近衛文麿、陸軍中将前田利為、東京帝国大学医学部教授二木謙三ら。

### 岩間隠棲・終戦
1940年（昭和15年）57歳。この頃から茨城県岩間町において合気神社の建設に着手する。昭和10年頃から同地に土地を少しずつ買い足しており、引退後の住処にする計画であった。
1941年（昭和16年）58歳。12月8日、日米開戦。この前後に近衛文麿の依頼を受けて中国大陸に渡り、支那派遣軍総司令官・畑俊六と連携し、蔣介石との和平交渉工作を試みるが不首尾に終わる。
1942年（昭和17年）59歳。戦時統制策により皇武会は政府の外郭団体・大日本武徳会の「合気道部」に統合され、便宜上「合気道」を名乗る。盛平は武徳会には門人の平井稔を代理人として派遣、これを機に自らは一切の公職を辞し、皇武館道場長を息子吉祥丸に譲り、妻はつと共に岩間に移住、合気神社および住居周辺を開墾し道場の建設にも着手、李垠より金壱百円を下賜される。同地を「合気苑」と名付けかねてより念願であった「武農一如」の生活に入る。
1943年（昭和18年）60歳。5月3日、武田惣角が青森にて死去。享年84歳。この頃盛平は岩間で大病を患い一時重篤な状態となって二木謙三の往診を受けており、惣角の葬儀には参列しなかった。
1945年（昭和20年）62歳。東京の本部道場は空襲による焼失を免れるも、避難民を収容し活動困難となる。終戦となり戦地より復員した弟子達は岩間の盛平を頼って集まり、やがて吉祥丸の手により本部道場も復興、東京と岩間を軸に戦後皇武会の活動が始まる。

### 戦後・合気会設立
1948年（昭和23年）65歳。2月9日に「皇武会」は「財団法人合気会」（初代理事長・富田健治）と改称、岩間の合気苑を本部とし、改めて文部省の認可を受けた。この時はじめて正式に「合気道」を名乗る。これにより盛平は初代合気道「道主」となる。
1950年（昭和25年）67歳。4月、合気会機関紙・月刊『合気会報』（後の『合気道新聞』）発行開始。この頃より全国各地の道場を盛平が訪れ指導を行うようになった。
1954年（昭和29年）71歳。日本総合武道大会（長寿会主催）で盛平の高弟・塩田剛三が優勝し、財界人の援助を得て「養神館合気道道場」を創設し合気道の普及に名乗りを上げる。合気会もこれに大きな刺激を受け、大学・官庁・企業などに相次いでクラブを設立、合気会本部を岩間から東京道場に移し、本格的な合気道の普及に乗り出す。

### 一般への公開と世界展開～晩年
1956年（昭和31年）73歳。9月、5日間に渡り百貨店・髙島屋東京店（日本橋店）屋上で、吉祥丸企画による合気道初の一般公開演武会開催。
1960年（昭和35年）77歳。1月、盛平のドキュメンタリー映画『合気道の王座』がNTV（後・日本テレビ）により製作される。5月14日東京代々木山野ホールにて合気会主催「第1回合気道演武大会」が開かれ1600人の観衆を集める。11月3日、紫綬褒章受章。
1961年（昭和36年）78歳。ハワイ合気会の招きにより渡米、ハワイ各地で演武指導を行う。11月1日、皇居園遊会に招待され出席。ドキュメンタリー映画『合気道』が製作される。
1962年（昭和37年）79歳。盛平監修・吉祥丸著による初の一般向け技術書『合気道』が出版される。
1964年（昭和39年）81歳。「合気道創始の功績」により勲四等旭日小綬章に叙せられる。
1966年（昭和41年）83歳。ブラジルのアポストリカ・オルトドシア教会総大司教より最高名誉称号「伯爵」位を贈られる。
1967年（昭和42年）84歳。7月、吉祥丸が合気会二代目理事長に就任。12月15日、近代的な鉄骨三階建ての合気会本部道場が新築完成。
1969年（昭和44年）86歳。4月26日午前5時、肝臓癌のため東京本部道場同敷地の自宅で死去。同日、生前の「合気道の創始・ならびに普及の功績」により政府から正五位勲三等瑞宝章を追贈される。生地田辺市の高山寺が墓所となった。戒名「合気院盛武円融大道士」。和歌山県田辺市名誉市民、茨城県岩間町名誉町民の称号を贈られる。6月14日、吉祥丸が二代目道主を継承。6月26日、妻はつも病のため後を追うように死去（87歳）。

### 死後の影響
1975年（昭和50年）田辺市にて顕彰式典開催、高山寺墓地に「開祖植芝盛平碑」が建てられた。
1988年（昭和63年）田辺市で第5回国際合気道大会が開催されたのを記念し、扇ヶ浜公園に銅像が建てられた。
2009年（平成21年）茨城県笠間市合気神社に銅像が建てられた。

## 逸話
元大相撲力士・天竜を投げる
1939年（昭和14年）春、満州国・新京で開かれた演武会で、力比べを挑んできた元大相撲関脇・天竜（和久田三郎）を投げ倒した。この時、天竜34歳、身長187センチ体重116キロ（身長体重は現役時代）。一方の盛平55歳、身長156センチ体重75キロ（身長体重は20歳時）。
この前年に満州国武道会常務理事の職に就いていた天竜は、同国高官に日本武道を紹介するために、盛平の他、高野佐三郎・中山博道を始めとする剣道・柔道・弓道など当時の武道の大家を招聘して公開武道演武会を開催した。盛平は門人で甥の井上鑑昭を受けに流れるような演武を披露、満場の喝采を浴びる。この好評により後日武道家達の要請を受けて中央銀行道場で再び盛平の演武会が開かれた。しかし技の余りの流麗さに「ヤラセではないのか？」というざわめきが場内から湧き上がる。これを察した盛平は「おそらく、あなた方はこんなに上手く行く筈がない、馴れ合いでやっていると思われるでしょう。あなた方は武道をやっておられるから、我と思わん人は、この爺さんの所へ来て下さい」と腕試しを呼びかけた。それに応じたのが天竜だった。この一件により天竜は盛平に弟子入り、終生交流が続いた。
憲兵隊の待ち伏せ襲撃を一人で返り討ちにする
1941年（昭和16年）頃、陸軍憲兵学校が盛平の武術の実戦性を認め、柔・剣道を廃し合気武道を正課に組み入れた。盛平が憲兵学校で教授した際には、腕試しを挑まれたり集団で待ち伏せ襲撃を受けたことがあったが、その度にこれを捻じ伏せ実力を思い知らせたという。（以下、盛平の回想談。）
なお、この襲撃の首謀者は荒川博（元プロ野球選手。1956年（昭和31年）合気会本部道場に入門し、読売ジャイアンツコーチとして王貞治に合気道から着想した一本足打法を指導、ホームランキングに育て上げる。）の縁者であった。
木刀を叩いて跳ね飛ばされる
荒川博が現役選手時代に、合気会本部道場で盛平に指導を受けた時のこと。当時70代半ばの盛平が荒川に向かい「ボールだと思って打て」と木刀を突き出して来る。荒川がそれを木刀で叩くと、自分が跳ね飛ばされたという。
剣道家羽賀準一の談話
盛平と親交のあった剣道家中山博道（有信館）の高弟である羽賀準一は、1932年（昭和7年）頃から盛平の道場に数えきれないほどの回数訪問していた。
剣道家中倉清の談話
羽賀準一、中島五郎蔵と共に「有信館三羽烏」と謳われた中倉清は、1932年（昭和7年）から1936年（昭和11年）まで盛平の婿養子であった。
女の子は大事にしろ
晩年の盛平は、稽古で女性を少しでも乱暴に扱うような場面を見ると激しく叱責したという。
女性の袴
男性が初段を允可されないと袴の着用を許されないのに対して、女子は初段前・入門時からでも袴の着用が許される場合がある。これは稽古中に受け身をとって道着がめくれて（あるいは汗で道着が透けて）下着が見えるのを隠すための盛平による配慮に由来する。
柔道家阿部謙四郎を組み伏せる
1934年（昭和9年）頃、盛平は、武道専門学校の柔道家阿部謙四郎と汽車内で出会った。盛平は阿部に小指を握らせると、瞬時に阿部をその場に組み伏せて見せたという。
阿部はこれに感動し、以後盛平について10年間合気道を学んだ。後に阿部は、「講道館柔道史上最強」と謳われた木村政彦との試合に勝利する。木村が最後に破れた相手がこの阿部である。木村は阿部に柔道の技を何度かけてもふわりふわりと受け流され、その度逆にこっぴどく投げ飛ばされ、木村は柔道に命を懸けていただけに、一時は柔道を辞めようと思うほどのショックを受けたという。
米国人プロ格闘家を失神させる
ニューヨークからプロボクシング団が来日した際、マンガンという団長が竹下勇の案内で植芝道場を訪ね、稽古を見学したところ、八百長だと言い出し、盛平に試合を申し込んだ。盛平は断ったが相手が引き下がらないので、手合わせすることになった。6尺8寸、30貫の大男であるマンガンが盛平の胸に飛び蹴りを入れたが、盛平が身をかわし、マンガンは頭から落ちて気を失った。

### 教え方
塩田剛三の合気道人生という本によると、古典的な達人の教え方で、一度型を見せたら、同じ型をしない、弟子が見せても「結構や結構や」といい現代武道のような細かく手取り足取り教えたり、細かな技術体系があるような教え方ではなかったようだ。メモをしても怒るため「なぜ教えてくれないのか」と弟子が問うと「教えてしまうと、型にはまってしまいそれ以上伸びず、お前の為にならない」とけむに巻いていた。この為一握りの人間はかなり強くなれるが、才能のない人間は全く伸びず辞めていった。塩田はこれではダメだと思い、誰でも上達しやすいように、難解な言葉を避け、わかりやすく上達しやすい技術体系を心掛け、教えた。初期のころ合気会が塩田の養神館に人気面で後塵を拝していたのはこのためである。

## 植芝盛平の門人
カッコ内は入門した年
| 戦前 （1921年 – 1945年） | 戦後 （1946年 – 1960年） | 晩年 （1961年 – 1969年） |
| --- | --- | --- |
| - 井上鑑昭（1921年） - 竹下勇（1925年） - 富木謙治（1926年） - 六世尾上菊五郎（1929年） - 鎌田久雄（1929年） - 岩田和也（一空斎）（1930年） - 望月稔（1930年） - 村重有相（1931年） - 湯川勉（1931年） - 白田林二郎（1931年） - 羽賀準一（1932年） - 中倉清（1932年） - 塩田剛三（1932年） - 赤沢善三郎（1933年） - 米川成美（1933年） - 杉野嘉男（1934年） - 久琢磨（1934年） - 二木謙三 - 前田利為 - 小西康裕 - 田中万川（1936年） - 引土道雄（1937年） - 天竜（和久田三郎）（1939年） - 藤平光一（1939年） - 平井稔（1939年） - 大澤喜三郎（1941年） - 阿部正（1942年） - 砂泊諴秀（1942年） | - 斉藤守弘（1946年） - 小林裕和（1946年） - 有川定輝（1947年） - 磯山博（1949年） - 多田宏（1950年） - 山口清吾（1951年） - 西尾昭二（1951年） - 田中茂穂（1951年） - 阿部醒石（1952年） - 田村信喜（1953年） - 黒岩洋志雄（1954年） - 加藤弘（1954年） - 小林保雄（1954年） - 佐々木の将人（1954年） - アンドレ・ノケ（1955年） - 野呂昌道（1955年） - 浅井勝昭（1955年） - 五月女貢（1955年） - 飯村郁男 - 中園睦郎 - 藤平明（1956年） - 山田嘉光（1956年） - 渡辺信之（1958年） - 千葉和雄（1958年） - 今泉鎮雄（1959年） - 金井満也（1959年） - 栗田豊（1959年） - 丸山修二（1959年） - 菅野誠一（1959年） - テリー・ドブソン（1960年） - 市橋紀彦（1960年） | - 増田誠寿郎（1962年） - ロバート・ナドウ（1962年） - 清水健二（1963年） - 遠藤征四郎（1964年） - ロバート・フレジャー（1964年） - 丸山惟敏（1964年） - 菅沼守人（1964年） - 園田直 - 荒川博 - 本間学 - 藤田昌武 - 山本光輝 |

## 植芝盛平と交流のあった人物
- 南方熊楠…和歌山県の神社合祀反対運動において共闘した。
- 山本権兵衛…上京した盛平の後援者の一人。
- 嘉納治五郎…皇武館を訪れ盛平の神業を高く評価。後に弟子の望月稔らを皇武館に派遣する。
- 園部秀雄…直心影流薙刀術宗家。盛平の技を評価し、弟子の砂泊扶妃子（砂泊諴秀の姉）を盛平に弟子入りさせる。
- 中山博道…神道無念流剣術宗家。盛平の技を評価し、弟子の羽賀準一、中倉清を盛平に弟子入りさせる。
- 下條小三郎…海軍中佐で新陰流剣術の達人。盛平に師事するとともに、自らの剣術を教えた。
- 野間清治…講談社創業者。盛平に道場を提供し、息子で剣道家の野間恒を盛平に弟子入りさせる。
- 西勝造…土木工学者。合気会理事を務めた。西式健康法の一部は合気道の準備体操に取り入れられている。
- 大川周明…主宰を務めた国家主義学生団体「行地社」や「東亜経済調査局付属研究所」の門下生に、植芝の許で合気武道を学ばせた。
- 岡田幸三郎
- 藤田欽哉
- 小日向白朗…戦前に満州で植芝から合気武道を学んだ。後に合気会理事を務める。
- 鈴木大拙
- 五井昌久…白光真宏会創始者。盛平を「神の化身」と高く評価。植芝は五井を「祈りのご本尊」と尊敬し、親交を結んだ。
- 正力松太郎…盛平・吉祥丸に「合気道家の日本プロレス参戦」を打診するが、断られている。
- 佐藤金兵衛…三か月間だけ盛平と寝食を共にして盛平から直接指導を受けていた。
- 藤田西湖…盛平が合気会本部道場で主催した「合気の集い」にて講演を行う。また有川定輝の入門に際して紹介状を書いた。
- 澤井健一…盛平の演武会や合気会本部道場を訪れ盛平と親交があった[33]。
- 大山倍達…盛平の演武会や合気会本部道場を訪れ盛平と親交があった[33][34]。
- 市毛五郎…剣道家。剣道範士内藤高治の甥、大相撲横綱常陸山の弟、剣道範士市毛正平の兄。皇武館に出入りした[35]。
- 武田惣角
- 出口王仁三郎
- Robert Nadeau

## 顕彰施設等

### 和歌山県田辺市
- 盛平翁顕彰像（扇ケ浜公園） - 田辺市で1988年（昭和63年）に開催された第5回国際合気道大会開催を記念して建立[36][37]。
- 高山寺（田辺市稲成町） - 植芝家墓所[36][37]。
- 植芝盛平記念館- 田辺市立武道館に併設、映像やゆかりの品が展示されている。[36]。
- 盛平翁生家跡（上の山2丁目）
- 植芝盛平頌徳碑[36][37]

### 北海道紋別郡遠軽町
- 合気道ゆかりの地碑（上白滝） - 盛平が1912年から1919年まで入植し一族の戸籍を置いた上白滝地区の当該地に白滝村（当時）が1983年に建立した石碑。のち遠軽町が石碑周辺を整備し案内看板などを設置している。

## 著作物

### 盛平著書
- 『武道練習』　1933年。
  - 「植芝守高」名義で書かれた盛平初の著書。ガリ版刷りで関係者のみに配布された私家版。弟子の国越孝子の挿絵による技の解説書で、高弟・富木謙治が整理編集した[38]。
  - Budo Training in Aikido（英訳版）　ラリー・E・ビエリ、セイコ・マブチ訳、港リサーチ（菅原総合武道研究所）、ISBN 4889960791[39]。
- 『武道』　1938年。
  - 「植芝守高」名義で書かれた技術書。数百部のみ自費出版され関係者に配られた。縦26.7cm、横18cm、全50頁に119枚の盛平演武写真（受けは植芝吉祥丸、塩田剛三、他一名[40]）による50の技（準備動作、体術の基本技、短刀取り、太刀取り、剣対剣、銃剣術、終末動作）が掲載され、盛平の解説文が付いている。同書は当時盛平が個人指導していた賀陽宮恒憲王（皇族・陸軍中将）のため、テキストとして作られたものだという[41]。
  - Budo: Teachings of the Founder of Aikido（英文版）　JOHN STEVENS訳、講談社インターナショナル、1996年、ISBN 4770020708。

### 語録・インタビュー
- 高橋英雄編著 『武産合気-植芝盛平先生口述』　白光真宏会出版局、1986年、ISBN 4892140805。
- 植芝吉祥丸監修 『合気神髄-合気道開祖・植芝盛平語録』　八幡書店、2002年、ISBN 4893503820。
- 合気ニュース編集部編 『決定版 植芝盛平と合気道1-開祖を語る直弟子たち』　どう出版、2006年、ISBN 4900586811。
  - ラジオインタビュー「美しきこの天地の御姿は主のつくりし一家なりけり」（1965年）収録。
- 合気ニュース編集部編 『決定版 植芝盛平と合気道2-開祖を語る直弟子たち』　どう出版、2006年、ISBN 4900586838。
  - インタビュー「花の言い伝え通りに私は生まれたのです」（1969年）、「うるわしきこの天地の御姿は主のつくりし一家なりけり」（1956年）収録。

### 盛平監修
- 植芝吉祥丸著 『合気道』　光和堂、1962年。
  - 初の一般向け合気道解説書。
  - 『合気道-復刻版』　出版芸術社、1996年（1962年刊の復刻）、ISBN 4882931192。
- 植芝吉祥丸著 『合気道技法』　光和堂、1962年。
  - 植芝守央（復刻版）監修 『合気道技法-復刻版』　出版芸術社、2007年（1962年刊の復刻）、ISBN 4882933330。

### 伝記
- 山田克郎 『王者の庭 合気道 植芝盛平伝』　浪速書房、1959年。
- 砂泊兼基 『武の真人―合気道開祖植芝盛平伝』　たま出版、1981年、ISBN 4884810708。
- 植芝吉祥丸著・植芝守央監修 『合気道開祖 植芝盛平伝』　出版芸術社、1999年、ISBN 4882931680。
- 藤平光一『氣の確立　中村天風と植芝盛平』土曜社、2025年。

### 『武道練習』以前の歴史資料
- 三浦関造著 『心霊の飛躍』　日東書院、1932年。
  - 植芝守高名義で、剣道（剣道家）として紹介されている。と或る宗教で多年苦心するも道を得られず、古神道で開眼したとなっており、当時まだ合気道とは呼称されていない。

### 映像

#### DVD
- 『達人の秘術と剣聖の心 植芝盛平と中山博道』　クエスト、2003年
- 『合気道クラシックス』　合気ニュース（どう出版）、2004年、ISBN 4900586471。
  - 1954年頃旧合気会本部道場で撮影された演武と、1962年城北支部道場5周年記念演武大会演武を収録。
- 『植芝盛平と合気道 第一巻 「合気武道編」』　どう出版、2008年、ISBN 4900586994。
  - 記録映画 『武道』（1935年、久琢磨監督、大阪朝日新聞社制作）収録。
- 『植芝盛平と合気道 第二巻 「武産合気編」』　どう出版、2008年、ISBN 4904464001。
- 『植芝盛平と合気道 第三巻 「米国TV制作編」』　どう出版、2008年、ISBN 4900586986。
  - 1958年米国TV制作ドキュメンタリー収録。
- 『植芝盛平と合気道 第四巻 「和合の道編」』　どう出版、2008年、ISBN 490446401X。
- 『植芝盛平と合気道 第五巻 「神業編」』　どう出版、2008年、ISBN 4904464028。
- 『植芝盛平と合気道 第六巻 「合気道の心編」』　どう出版、2008年、ISBN 9784900586451。
  - 1961年製作ドキュメンタリー映画『合気道』収録。
- 『植芝盛平合気道の王座』　BABジャパン、2008年、ISBN 4862203892。
  - 1960年（昭和35年）にNTV（後・日本テレビ）により『合気道の王座』として製作されたドキュメンタリー映画。

### 植芝盛平を題材とするメディア作品

#### 小説
- 和巻耿介 『王道の門 疾風編』 ISBN 4334710263。
- 和巻耿介 『王道の門 迅雷編』 ISBN 4334710484。
  - 盛平をモデルした冒険小説。
- 津本陽 『黄金の天馬』　ISBN 4569673775。
  - 盛平をモデルにした伝記的小説。

#### ノンフィクション
- 増田俊也 『木村政彦はなぜ力道山を殺さなかったのか』
  - 木村の評伝。後に10数年間無敗を誇る木村政彦が最後に敗れた阿部謙四郎が最大のライバルとして登場、その師として盛平が出てくる。

#### 漫画
- 板垣恵介 『グラップラー刃牙』
  - 高弟・塩田剛三をモデルとしたキャラクターの師匠という設定で、盛平がモデルとなった「御子柴喜平」というキャラクターが登場するが、引き立て役であり弟子に気圧される場面がある。のちに大本事件時の盛平自身も登場した。
- 安彦良和 『虹色のトロツキー』
  - 満州国・蒙古・シベリアを舞台とする歴史劇。「合気武道の達人」である日蒙混血の少年を主人公に、その師匠として盛平が、また富木謙治、天竜三郎らが登場する。盛平が関わった「パインタラ事件」が物語の重要な鍵として語られる。作者の安彦良和は盛平が入植した北海道遠軽町の出身。
- 安彦良和 『乾と巽 -ザバイカル戦記-』

#### 映画
- 『激突! 合気道』　
  - 盛平若き日の活躍を描いたアクション映画。